# 이요요시다역
이요요시다역(일본어: 伊予吉田駅 이요요시다에키[*])은 일본 에히메현 우와지마시에 있는 시코쿠 여객철도 요산선의 역이다. 역 번호는 U25이며, 상대식 승강장 2면 2선의 구조를 지닌 지상역이다.

## 타는 곳
| 1 | ■ 요산 선 | (상행) | 야와타하마 · 마쓰야마 · 다카마쓰 · 오카야마 방면 |
| 2 | ■ 요산 선 | (하행) | 우와지마 방면                                    |

## 역 주변
- 요시다 만
- 우와지마 시 요시다 지소

## 인접 정차역
| 시코쿠 여객철도 요산선      | 시코쿠 여객철도 요산선 | 시코쿠 여객철도 요산선      |
| --------------------------- | ---------------------- | --------------------------- |
| U 24 다치마 무카이바라 방면 | 요산 선                | 다카미쓰 U 26 우와지마 방면 |